# Kakamas
Kakamas is een stadje gelegen in de Zuid-Afrikaanse provincie Noord-Kaap aan de oever van de Oranjerivier. Op deze plaats kon de Oranjerivier relatief eenvoudig worden doorwaad. De plaats was eerst bekend als Bassonsdrif. In 1898 werd er onder leiding van de Nederduits-Gereformeerde Kerk een echte nederzetting gesticht. Het gebied werd ontwikkeld als landbouwkundige nederzetting. In 1931 werd het stadje erkend als gemeente. Dankzij de irrigatie met het water van de Oranjerivier zijn de boeren van Kakamas vandaag de dag belangrijke exporteurs van tafeldruiven naar Europa. De regio exporteert ook perziken, gedroogd fruit, rozijnen, sinaasappelen en dadels. Heden ten dage speelt in de regio de verbouw van katoen een belangrijke rol. De regio van Kakamas is bekend om zijn aanwezigheid van edelstenen.

## Geschiedenis

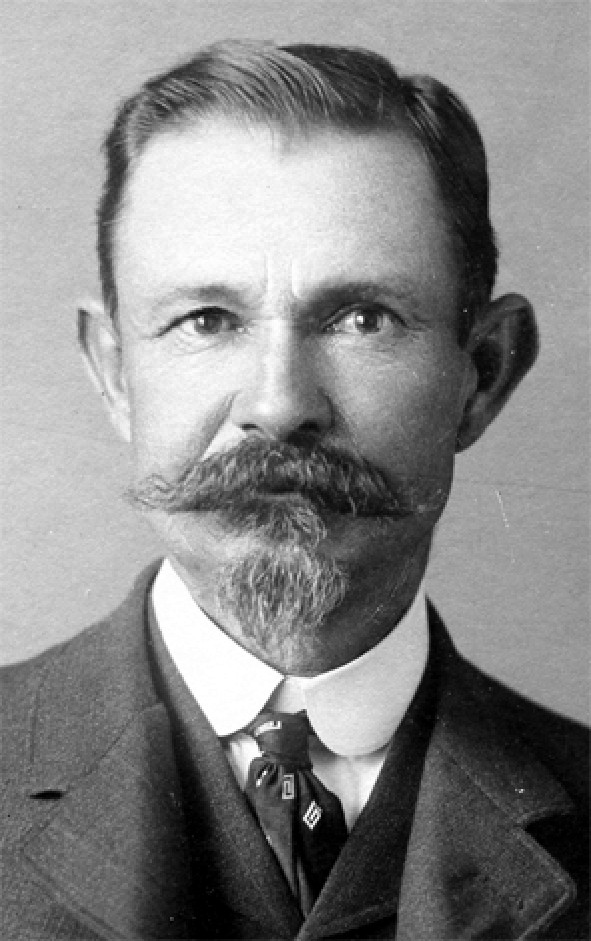
Japie Lutz

Het stadje Kakamas is gebouwd door het harde werk en de vastberadenheid van een paar verarmde veehouders tegen het einde van de 19e eeuw. De droogte van 1895-97 werd gevolgd door het uitbreken van de runderpest, die veel boeren in behoeftige omstandigheden bracht.
In 1897 stichtte de Nederduits-Gereformeerde kerk een "kolonie" op de gronden van de boerderijen Kakamas, Zoetap en Neus aan de oever van de Oranjerivier voor de veehouders die alles hadden verloren ten gevolge van de droogte.
De kritiek van gekwalificeerde ingenieurs met betrekking tot de gebruikte bouwmethoden werd door hen genegeerd. De boeren gingen verder met het handmatig aanleggen van waterkanalen. Deze kanalen worden ook vandaag de dag nog gebruikt voor de irrigatie van het omliggende gebied. Als vergoeding voor hun inspanningen kregen zij elk het recht op een deel van het geïrrigeerde gebied. De mannen werkten extreem hard en namen zelf het juk in plaats van tijd te verspillen aan een langdurige zoektocht voor ossen en ezels die ergens in het veld graasden. Door de stenen op te stapelen in plaats van uit te graven waren de boeren in staat om de kosten van de kanalen aanzienlijk te beperken.
De vindingrijkheid van de werkers onder de leiding van Japie Lutz wordt gedemonstreerd in het vakmanschap van de watertunnels in het noordelijke kanaal. Piet Burger perfectioneerde het waterwiel; waarvan het gebruik wijdverbreid was in Kakamas. Dit type waterpomp leidde bijna tot een rechtszaak over de patentrechten toen een smid, die voordien in Kakamas woonde, in 1922 het patentrecht registreerde voor dit waterwiel. De commissie die leiding gaf aan de "kolonie" plande vooruit en in 1912 is de bouw begonnen van een waterkrachtcentrale in het noordelijke irrigatiekanaal.

## Tragedie 2016
Het plaatsje kwam in januari 2016 in het nieuws toen 5 kinderen uit één familie om het leven kwamen toen zij bij het spelen in een oude vrieskist klommen waarvan de deksel in het slot viel. Zij slaagden er niet in de kist van binnenuit te openen en stikten.

## Geboren
- Rivaldo Coetzee (16 oktober 1996), voetballer
- Allan Boesak (23 februari 1946), predikant en anti-apartheidsactivist